# Fuvahmulah
Fuvahmulah är en ö och atoll i Maldiverna.  Den ligger i den södra delen av landet, 495 km söder om huvudstaden Malé. Det är den enda ön i atollen.
Fuvahmulah utgör den administrativ atollen Gnaviyani atoll. På ön finns en flygplats, Fuvahmulah Airport.